# Mesothen samina
Mesothen samina är en fjärilsart som beskrevs av Druce 1896. Mesothen samina ingår i släktet Mesothen och familjen björnspinnare. Inga underarter finns listade i Catalogue of Life.